# Diaspidiotus mairei
Diaspidiotus mairei är en insektsart som först beskrevs av Alfred Serge Balachowsky 1928.  Diaspidiotus mairei ingår i släktet Diaspidiotus och familjen pansarsköldlöss. Inga underarter finns listade i Catalogue of Life.